# Serebriane
Serebriane (ukr. Серебряне) – wieś na Ukrainie, w obwodzie kirowohradzkim, w rejonie aleksandryjskim, w hromadzie Wełyka Andrusiwka. W 2001 liczyła 214 mieszkańców, spośród których 204 wskazało jako ojczysty język ukraiński, 6 rosyjski, 1 rumuński, 2 białoruski, 1 inny.